# Gustavova linie

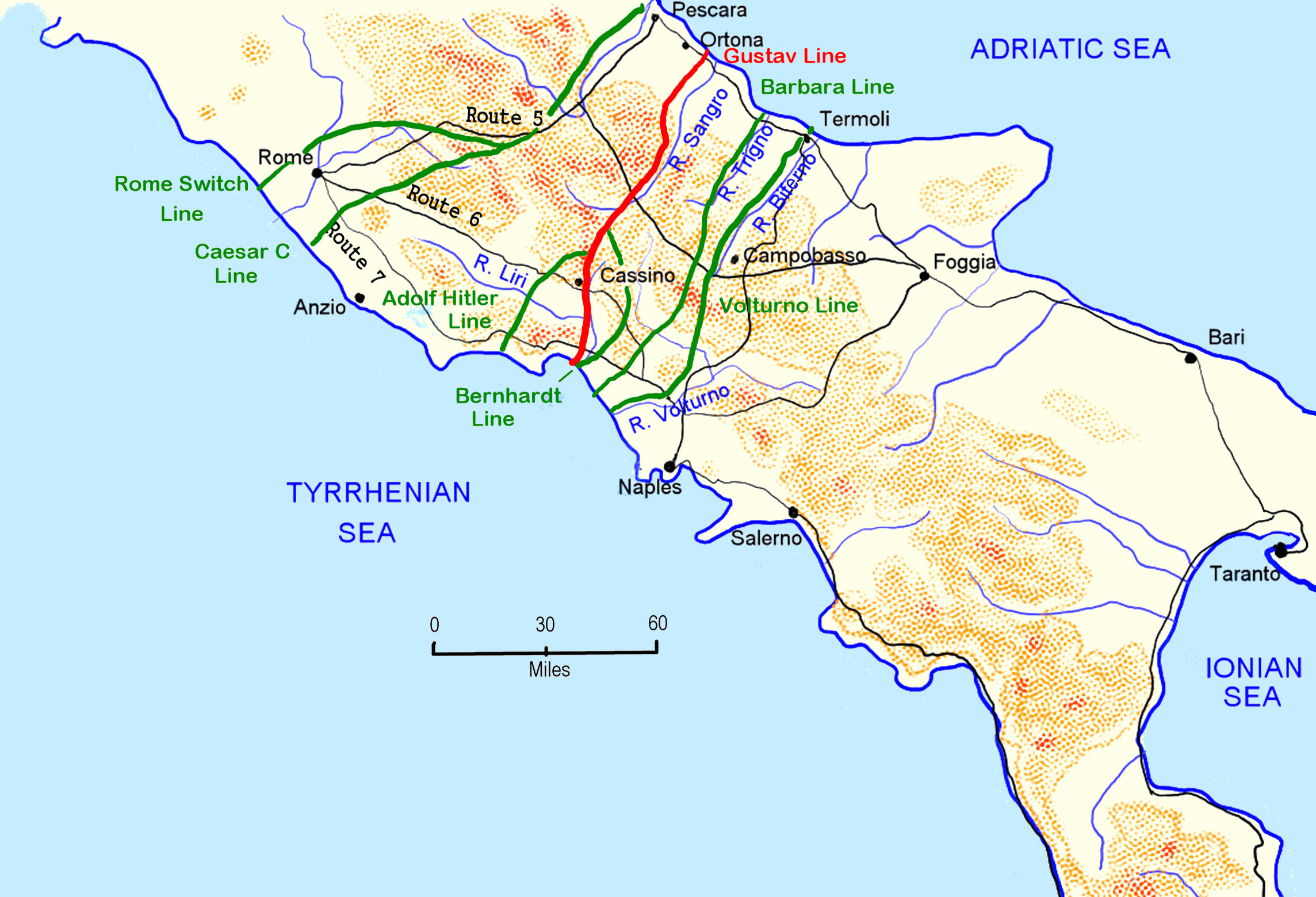
Německé obranné linie jižně od Říma.

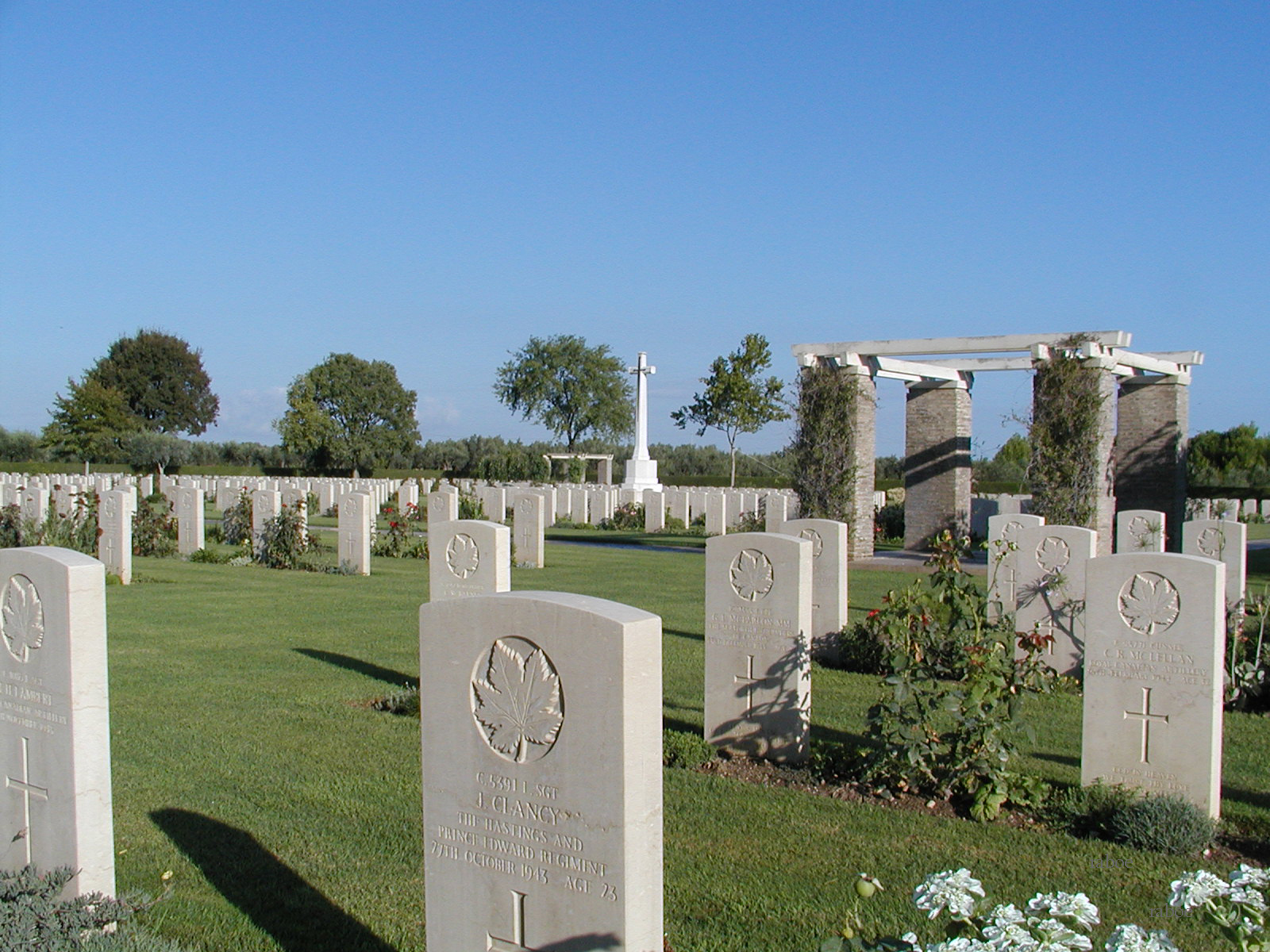
Kanadský vojenský hřbitov u Ortony.

Gustavova linie je název pro sérii německých opevnění ve střední Itálii, vybudovaných organizací Todt během druhé světové války. Tvořila základ tzv. Zimní linie, která měla za cíl zadržet postup Spojenců.
Tato obranná linie přetínala Apeninský poloostrov, začínala severně od ústí říčky Garigliano do Tyrrhenského moře, překračovala Apeniny, opírala se o Monte Cassino a končila u ústí řeky Sangro do Jaderského moře. Dvě podpůrné linie, Bernhardtova a Hitlerova linie, se táhly na mnohem kratší vzdálenost od Tyrhénského moře až na severovýchod ke Cassinu, kde se spojily do Gustavovy linie. Ve vztahu k Gustavově linii byla Hitlerova linie na severozápadě a Bernhardtova linie na jihovýchod od primární obrany.
Přestože byla Gustavova linie nakonec prolomena, dokázala účinně zpomalit postup Spojenců po řadu měsíců, mezi prosincem 1943 a červnem 1944. Samotné velké bitvy při útoku na Zimní linii v Monte Cassinu a u Anzia si vyžádaly 98 000 obětí na straně Spojenců a 60 000 z řad Osy.